# Anaxagore (Ribera)
Pour les articles homonymes, voir Anaxagore (homonymie).
Anaxagore est un tableau du peintre baroque espagnol José de Ribera, réalisé en 1636. Il appartient à un ensemble de six tableaux représentant des philosophes de l'Antiquité ; cette série est commandée à Ribera en 1636 par Charles-Eusèbe, deuxième prince de Liechtenstein.

## Description
Le tableau est signé et daté par la mention latine suivante : « Josephf a Ribera Yspanus valentinus / F.1636 ». Le nom du philosophe (Anassagora, c'est-à-dire Anaxagore) apparaît également sur la toile.

## Historique
La commande initiale du prince de Liechtenstein, effectuée en mai 1636, porte sur douze tableaux ; toutefois, seuls six sont finalement fournis. Ils sont signalés dans un inventaire de 1767 comme des représentations d'Aristote, de Platon, de Cratès, d'Anaxagore, de Protagoras et de Diogène. L'ensemble est mis en vente et dispersé en 1957 — même s'ils se trouvent brièvement réunis en 1992 à l'occasion d'une exposition Ribera au Metropolitan Museum of Art de New York.